# Yamato Yūki
Yamato Yūki (山戸 結希 (Sơn Hộ Kế Hi) Yamato Yūki) (sinh năm 1989) là một đạo diễn và biên kịch người Nhật Bản. Cô đã chuyển thể và đạo diễn phiên bản điện ảnh của hai bộ truyện Hot Gimmick và Drowned Love, được vinh danh là Đạo diễn mới xuất sắc nhất tại Giải thưởng Điện ảnh Chuyên nghiệp Nhật Bản lần thứ 24. Cô cũng làm đạo diễn cho các video âm nhạc của Nogizaka46, Momoiro Clover Z và Radwimps.

## Đầu đời và giáo dục
Yamato sinh năm 1989 ở Kariya, Aichi. Khi đang theo học ngành triết học tại Đại học Sophia, Yamato đã tham gia hội điện ảnh của trường và thực hiện bộ phim đầu tay vào năm 2012 có tựa đề That Girl is Dancing by the Seaside (あの娘が海辺で踊ってる Cô gái đó đang nhảy múa ven biển), với nội dung kể về một mùa hè trong cuộc đời của hai nữ sinh trung học, sau đó giành được Giải thưởng đặc biệt của Ban giám khảo tại Liên hoan phim học sinh Tokyo.

## Sự nghiệp
Yamato đã viết và đạo diễn bộ phim lớn đầu tiên của mình, có tên Count Five to Dream of You (5つ数えれば君の夢 Itsutsu Kazoereba Kimi no Yume), với sự tham gia của các thành viên nhóm nhạc thần tượng Tokyo Girls' Style, vào vai nữ sinh trung học chuẩn bị cho một lễ hội văn hóa vào năm 2014. Với tác phẩm này, Yamato đã được vinh danh là Đạo diễn mới xuất sắc nhất tại Giải thưởng Điện ảnh Chuyên nghiệp Nhật Bản lần thứ 24.
Cô cũng đảm nhận vai trò đạo diễn cho video âm nhạc bài hát độc tấu "Gomen ne, zutto" của thành viên nhóm Nogizaka46 Nishino Nanase, đĩa đơn "Harujion ga Sakukoro" của Nogizaka46, bài hát "Hikari" của Radwimps và "Sweet Wanderer" của Momoiro Clover Z. Vào năm 2016, Yamato đã chuyển thể manga Drowned Love của George Asakura thành phim, có tựa đề Oboreru Knife (溺れるナイフ), với sự tham gia của Komatsu Nana. Yamato quyết định chuyển thể bộ truyện vì muốn các cô gái trẻ có thể liên tưởng đến trải nghiệm của nhân vật chính.
Năm 2019, Yamato đã viết và đạo diễn bộ phim lớn thứ ba của mình, Hot Gimmick: Girl Meets Boy, một phiên bản chuyển thể năm 2019 từ manga Hot Gimmick của Aihara Miki, kể về một thiếu nữ bị tống tiền bởi con trai của một giám đốc điều hành công ty quyền lực. Phim có sự tham gia của Hori Miona, thành viên nhóm Nogizaka46, người mà Yamato đã gặp ban đầu trong quá trình quay video âm nhạc cho đĩa đơn "Harujion ga Sakukoro" của nhóm. Cùng năm đó, Yamato đã tổ chức và sản xuất 21st Century Girl (の女の子), một tuyển tập phim ngắn của các đạo diễn sinh trong những năm 1980 và 1990.

## Giải thưởng
- 2014: Đạo diễn mới xuất sắc nhất, Giải thưởng Chuyên nghiệp Điện ảnh Nhật Bản lần thứ 24[5]

## Phim ảnh
- Count Five to Dream of You, 2014
- Oboreru Knife, 2016
- Hot Gimmick: Girl Meets Boy, 2019